# Maria van Bethanië
Maria van Bethanië was een vrouw die in het Evangelie volgens Johannes in het Nieuwe Testament wordt genoemd. Hierin wordt gezegd dat zij met haar zuster Marta en broer Lazarus in Bethanië woonde, een dorp in Judea.
Een middeleeuwse traditie stelde Maria van Bethanië gelijk aan Maria Magdalena en de zondige vrouw in Lucas 7:36-50. In 1969 is dit herzien in de Rooms-Katholieke Kerk.

## Johannes
In Johannes wordt Maria bij twee gelegenheden genoemd: als haar broer Lazarus uit de dood wordt opgewekt (Johannes 11:1-2) en bij de zalving van Jezus (Johannes 12:3).
Het verhaal over de zalving van Jezus staat ook in Marcus 14:3-9 en Matteüs 26:6-13, zonder dat de naam van de vrouw wordt genoemd. De gebeurtenis wordt ook in Bethanië geplaatst. In deze versies staat dat sommigen mopperden dat Maria de zeer kostbare nardusolie hiervoor gebruikte, terwijl die ook had kunnen worden verkocht en het geld aan de armen gegeven. In de versie van Johannes stoorde Judas Iskariot er zich het meest aan, niet omdat hij zich om de armen bekommerde, maar omdat hij uit de kas van Jezus en zijn leerlingen stal (Johannes 12:4-6).

## Lucas 10
In Lucas 10:38-42 wordt verteld dat Jezus in een niet bij name genoemd dorp op bezoek ging bij twee zussen die Maria en Marta heten. Maria luisterde naar Jezus, terwijl Marta "helemaal in beslag genomen door de zorg voor haar gasten". Marta vroeg Jezus om Maria te zeggen dat zij haar moest helpen, maar Jezus vond dat Maria het juiste had gekozen.
In dit verhaal staat dat Maria "aan de voeten van de Heer [ging] zitten" (Lucas 10:39). Deze uitdrukking was destijds een aanduiding voor de positie van een leerling ten opzichte van zijn leraar (vergelijk Handelingen 22:3). "Maria nam plaats als een leerling aan de voeten van Jezus. In het eerste-eeuwse jodendom was het ongebruikelijk dat een vrouw als leerling werd geaccepteerd door een leraar."
Er is geen geografische reden om aan te nemen dat het niet nader genoemde dorp van Marta en Maria in Lucas 10:38 geïdentificeerd zou moeten worden met Bethanië in Judea, omdat Jezus in het Lucas-evangelie onderweg was van Galilea via Samaria naar Jeruzalem in Judea (Lucas 9:51–53; 13:22; 17:11; 18:31; 19:11; 19:28; 19:41) en pas in vers 17:11 de grens tussen Galilea en Samaria passeerde.